# 베른주
베른주(독일어: Bern, 프랑스어: Berne, 이탈리아어: Berna, 로만슈어: Berna)는 스위스의 서중부에 있는 스위스 연방을 구성하는 26개 주 중 하나이다. 주도인 베른은 사실상 수도이다.  곰은 빨간색-노란색 배경에 표시되는 주의 전령 상징이다.
10개 구으로 구성된 베른은 면적과 인구 측면에서 두 번째로 큰 주이다. 스위스 중서부에 위치한 이곳은 11개 주에 둘러싸여 있다. 북쪽으로 쥐라주와 졸로투른주와 접한다. 서쪽에는 뇌샤텔주, 프리부르주, 보주가 있다. 남쪽에는 발레주가 있다. 베른주의 동쪽에는 우리주, 니트발덴주, 옵발덴주, 루체른주 및 아르가우주가 있다. 주의 지형은 스위스의 3개 자연 지역인 쥐라산맥(베른 쥐라), 스위스 고원(베른 미텔란트) 및 알프스 (베르너 오버란트)의 큰 부분을 포함한다.
베른주는 공식적으로 독일어와 프랑스어를 사용하는 이중언어이며 인구(2020년 12월 31일 기준)는 1,043,132명이다. 가장 큰 도시인 베른은 스위스 연방 정부의 소재지이기도 하다. 다른 주요 도시는 툰과 빌/비엔이다. 주는 또한 수많은 알파인 리조트 타운, 특히 인터라켄과 크슈타트로 유명하다.
이전에 신성로마제국의 일부였던 베른주는 1323년에 스위스 삼림주와 동맹을 맺었고, 1353년에 스위스 서약동맹에 합류했다.

## 역사
베른은 1353년에 구스위스 연방에 가입했다. 1803년과 1814년 사이에 나폴레옹의 스위스 연방 6개 주 중 하나였다.

### 선사시대 초기
현대의 베른주 지역에서 인간이 살았던 가장 초기의 흔적은 지멘탈 지역의 3개 동굴에서 발견된다. 오버빌 근처의 슈누렌로흐, 볼티겐 위의 랑길로흐와 에를렌바흐 위의 칠클리홀레가 그것이다. 이 동굴은 마지막 빙하기 동안 다양한 시기에 사용되었다. 이 지역의 첫 번째 야외 정착지는 무스뷔도르프의 무스뷔울에 있는 구석기 시대 상부 정착지이다. 중석기 시대의 따뜻한 기후 동안기간 동안 증가하는 삼림 덮개는 사냥꾼, 어로 채집인의 이동을 제한했다. 그들의 임시 정착지는 수위의 변동으로 인해 나무가 없는 호수와 습지 가장자리를 따라 지어졌다. 주의 중요한 중석기 유적지는 디엠티크 및 지멘탈의 고산 계곡과 함께 피터렌무스 및 뷔르게쉬제 호수에 있다. 신석기 시대에는 빌 호수 기슭, 토테이즈베켄(롭지겐제, 무제, 뷔르게쉬제 및 인크빌러제) 및 강(아레, 치흘)을 따라 많은 정착지가 있었다. 이 유적지 중 일부는 유네스코 세계문화유산인 알프스 주변의 선사시대 말뚝 주거지의 일부이다.
가장 잘 조사된 신석기 시대 유적지 중 하나는 트반 (현재 트반-튀쉐르츠)이다. 트반바흐 삼각주에는 기원전 3800년에서 2950년 사이에 약 25개의 코르테이요 문화와 호르겐 문화 마을이 있었다. 스위스에서 가장 오래된 빵 중 하나인 기원전 3560~3530년의 사워도우가 이 마을 중 하나에서 나왔다.
BC 3170년 라트리겐의 구리 핀과 트반의 칼날을 포함하여 단순한 구리 물체는 기원전 4천 년에 이미 사용되었다. 기원전 2000년 직전에 청동 생산이 이 지역에 들어왔고 개발이 급증했다. 정착지는 알파인 이전과 알파인 지역으로 퍼지기 시작했다. 툰 호수와 니더지멘탈 사이의 지역은 빽빽하게 정착했다. 고고학적 발견에는 산길을 따라 흩어져 있는 항목, 슈피츠베르크의 요새화된 언덕 위 정착지, 자넨의 콜리스 그란이트, 빔미스의 핀텔, 툰-알레멘팅겐, 아이네겐 및 힐터핑겐의 묘지가 포함된다. 청동기 시대 후기(ca. 1000–800 BC) 빌 호수를 따라 정착지(뫼리겐, 피넬츠)가 풍부한 유물을 내놓았다.

### 철기시대

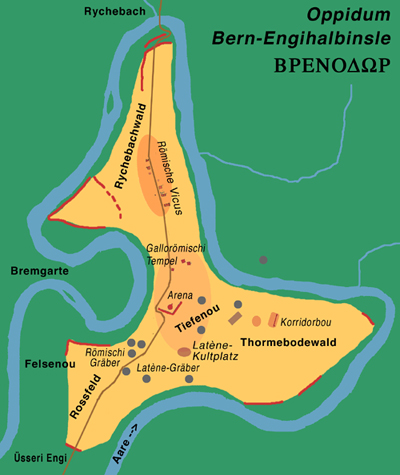
헬베티아-로마 정작지 베른 근교의 엥게할빈젤

철기시대 초기 동안 기후의 변화로 인해 할슈타트 문화(기원전 800–450년)는 많은 수로와 계곡 바닥을 따라 정착지를 포기하고 고원과 언덕으로 이동했다. 알프스 전역의 무역 교류가 증가하면서 지중해 지역의 문화적 영향력이 커졌다. 이 거래의 증거는 그레흐빌에서 발견된 히드리아를 포함한다. 이 기간 동안 장례 의식과 사회 계급이 더욱 발달했다. 이른바 왕자의 무덤이 더 보편화되면서 많은 고분은 지름이 30m, 높이가 4m가 넘고 무덤이 풍부하게 갖춰져 있었다. 뷔츠베르크의 무덤에서 첫 번째 무덤은 이후 여러 차례 매장되었다. 종종 그로사폴테른, 인스, 반빌, 란겐탈 및 뷔츠베르크와 같이 여러 무덤이 합쳐진 합장묘가 되기도 했다. 주의 할슈타트 문화에 대한 대부분의 지식은 무덤에서 나온다. 발견된 유일한 정착지는 라뉴베빌의 블랑쉬 교회 주변이다.
무덤 부장품은 쇠로 된 칼, 단검, 창촉, 칼, 마차 장신구 등을 만들 수 있었던 것을 보여준다. 강모래에서 채취한 금은 왕관과 반지, 펜던트로 만들어졌다. 기하학적 문양의 얇은 청동 팔, 다리 및 목판은 특히 뮈흘레베르크의 알렌뤼프텐, 인스와 뷔츠베르크의 무덤에 자주 매장품으로 발견되었다. 매장된 장신구에는 흑옥과 갈탄으로 만든 팔찌와 반지가 포함되었다. 뮌쉬링겐에서 무덤 도기는 손으로 모양을 잡거나, 도예가의 물레에 던지진 형태이며, 다양한 색상 장식으로 그려졌다.
라텐 문화의 철기시대 후기(기원전 450-1세기)로의 전환은 금속 가공과 세라믹 산업의 급격한 스타일 변화로 나타난다. 알 수 없는 정착지에서 온 수많은 무덤과 함께 베른-엥게할빈젤의 두 오피둠과 슈튜덴의 젠스베르크는 철기시대 후기의 인구 중심지를 표시한다. 이 시대에 은화와 동화와 함께 금화(멜치나우에서 나온)가 처음 등장하기 시작한다. 항구 부지에서 코리시오스(Korisios)라고 적힌 그리스 문자가 새겨진 검이 발견됐다. 베른-엥게할빈젤 오피둠에서는 유리와 도자기를 만드는 공방이 있었고, 나무, 가죽, 금세공을 하는 장인들과 함께 철가공도 높은 수준의 기술을 습득한 것으로 보여진다. 근처에는 브렘가르텐 숲에 예배당이 있었고, 뮌싱겐과 베른-엥게할빈젤에는 묘지가 있었다.

### 로마 시대

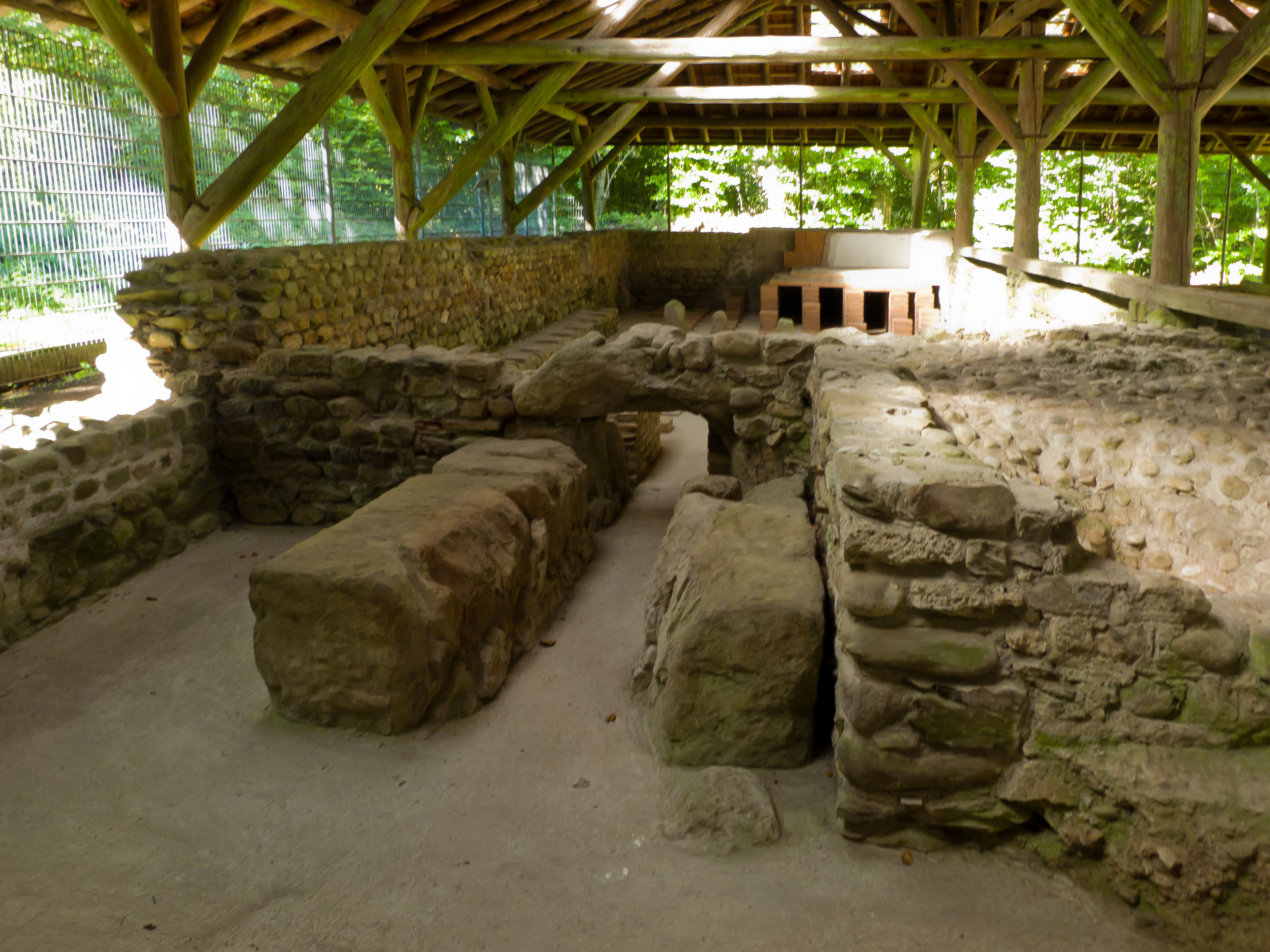
베른 근교 엥게할빈젤에서 발견된 욕탕 유적

기원전 58년 비브락테 전투에서 로마 시대의 승리를 거둔 후 헬베티족은 로마의 포이데라티로서 고향으로 돌아가야 했다. 로마의 영향력이 커지면서 지역 경제와 무역이 번성했다. 주요 정착지는 쥐라산맥 기슭과 중앙 고원에 있었다.
기존 도로, 특히 아벤티쿰 – 빈도니사 및 페티네즈카 – 아우구스타 라우리카 도로가 확장되었다. 네 번째 고산 고개인 라윌 고개가 기존의 3개 고개인 그림젤, 브뤼닉 및 수스텐 고개에 이어 추가되었다. 베른 쥐라에서 몽 레뫼우와 피에르 페르투스고개가 열렸다.
로마 시대에 요새화된 많은 장소가 확장되고 강화되었다. 엥게할빈젤에 있는 오래된 헬베티족 오피둠은 로마의 비쿠스가 되었으며, 아마도 브레노도르 또는 브레노두룸(Brenodurum)으로 알려졌을 것이다. 옌스 산기슭에 페티네스카 요새가 쥐라산맥 너머의 도로를 보호하기 위해 세워졌다. 이것은 로마 시대 후기(368–369 CE)에 에거텐과 브뤼크 사이의 티엘강 위의 요새화된 다리로 강화되었다.
많은 로마 빌라가 주 주변에 세워졌다. 오버빅트라흐에서는 로마 별장의 본관(pars Urbana)과 산업 구역(pars Rustica)이 모두 발견되었다. 뮌징겐, 토펜 및 헤르초겐부흐제에 있는 빌라에는 여전히 부분적으로 볼 수 있는 풍부한 세부 로마 모자이크가 있다.
지역 주민들의 종교적 관습은 로마 신앙과 결합되었으며, 베른주에는 여러 독특한 컬트 센터가 있다. 여기에는 그리고 많은 돌 비문을 비롯해 페티네스카, 엥게할빈젤 및 툰-알멘팅겐에 있는 실물보다 큰 신들의 동상(제위된 주피터 포함)이 포함된다. 5세기 초에 로마는 라인 수비대에서 군대를 철수했지만, 443년에 부르고뉴인들이 헬베티인 지역에 정착하는 것을 허용했다.

### 중세 초기

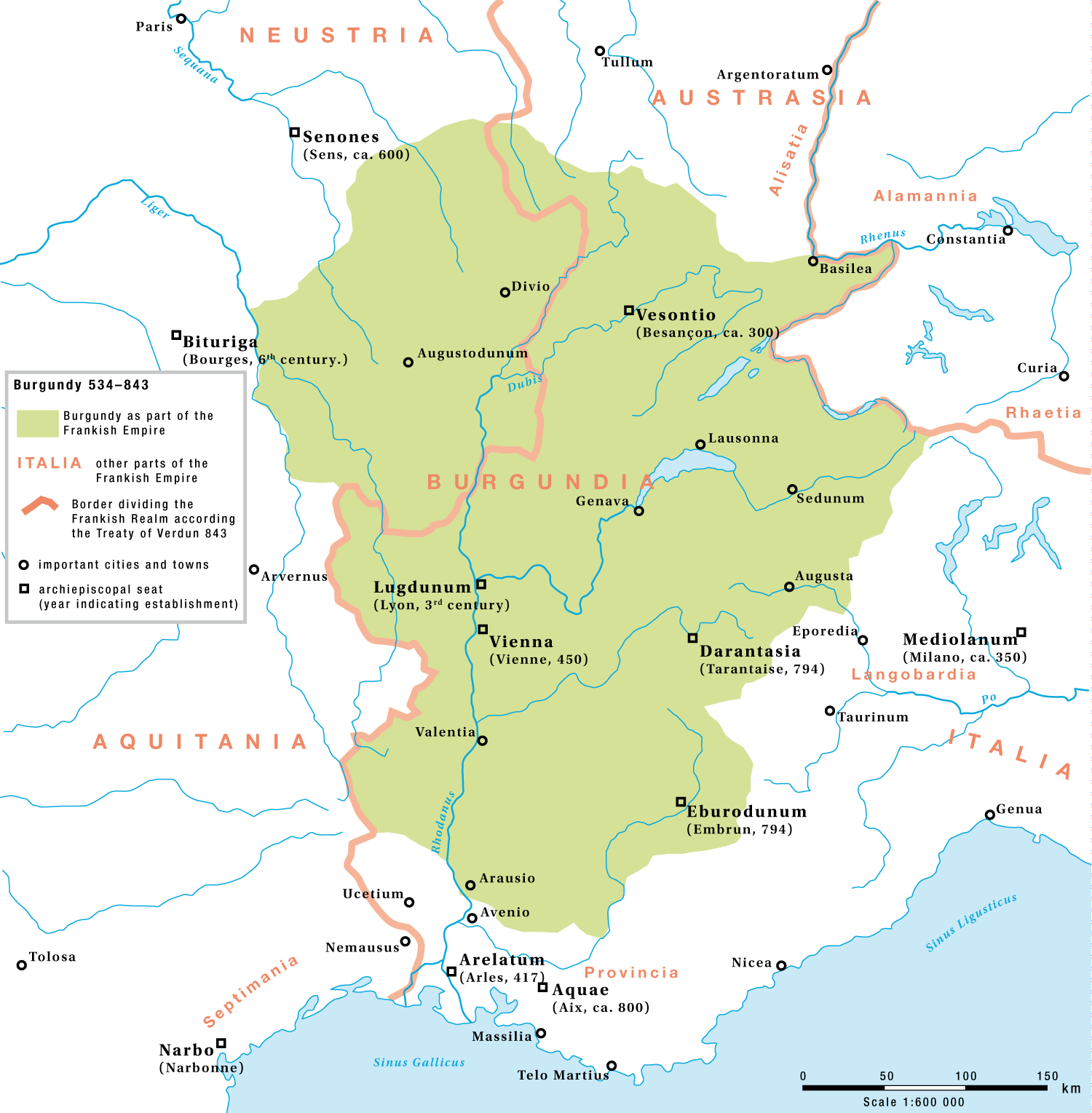
534년 ~ 843년 사이의 부르군트와 알레마니 땅

아레강의 동쪽, 중세 시대 초기에 갈로로마인 지배 인구에서 게르만 인구로의 전환은 비교적 평화롭게 이루어졌다. 한 가지 예외는 610년의 반겐 전투(Battle of Wangen)이지만, 다른 곳에서는 일반적으로 문화 침투의 느린 과정이었다. 7세기까지 알레만족 정착민들은 이미 아레의 남동쪽 좋은 위치의 대부분을 차지했고, 아레강을 툰 호수와 브리엔츠 호수 지역으로 옮기기 시작했다. 아레 서쪽의 모든 지역은 534년 메로빙거 프랑크 왕국의 일부가 된 로마식 부르고뉴 왕국에 속했다. 카롤링거 시대 동안, 프랑크족의 정치 구조는 스위스가 된 지역으로 퍼졌다. 762/778년에 아르가우 카운티가 설립되었고, 861년에는 오버아르가우 카운티가, 965년에는 바르겐 카운티가 설립되었다. 843년 베르됭 조약은 중부 프랑크 제국과 동부 프랑크 제국의 경계를 아레강으로 정하고 아레강 지역을 반으로 나누었다. 아레강 서쪽의 인구는 일반적으로 로만슈어를 사용하는 반면 동쪽의 인구는 게르만어를 사용한다. 자네강과 아레강 사이의 지역은 언어 경계가 되었다.
기독교는 천천히 아레강 계곡으로 퍼졌다. 로잔 교구, 바젤 교구, 시온 교구, 쿠어 교구 및 콘스탄스 교구는 모두 새로운 신앙이 계곡에 침투하기 전에 설립되었다. 아레 계곡은 3개의 교구(로잔, 콘스탄스, 바젤)와 접해 있었다. 그러나 최초의 기독교 선교사들이 알자스와 다른 서부 지역에서 계곡으로 들어왔다. 630년 뤡세이유 수도원은 피에르 페르튀 고개를 통해 구 교통 경로를 따라 무티에-그랑발 수도원을 설립했다. 9세기 또는 10세기에 이 수도원은 재산과 영향력을 빌 호수와 발스탈 계곡까지 소유했다. 생티미에 수도원이 되는 최초의 수도실도 600년에 세워졌다. 젤란트와 아레 계곡에는 메로빙거 시대에 처음으로 목조 교회가 세워졌다. 키르칠린다흐, 오버빌 바이 부렌 및 블라이바흐의 현재 교회는 모두 이 초기 교회의 폐허 위에 세워졌다. 아레 계곡의 베른과 졸로투른 부분에 있는 약 30개의 교회가 7세기에 로마 빌라의 폐허와 후속 매장지(메이키르히와 오버빕 포함) 위에 세워졌다. 메트에서 교회는 4세기 무덤 위에 지어진 5세기 영묘 위에 지어졌다. 700년에 6개의 석관이 로마 사원 단지 옆의 성 베드로 섬에 묻혔다. 8-9세기에 복합 단지 위에 목조 수도원이 세워졌다.

### 중세 시대

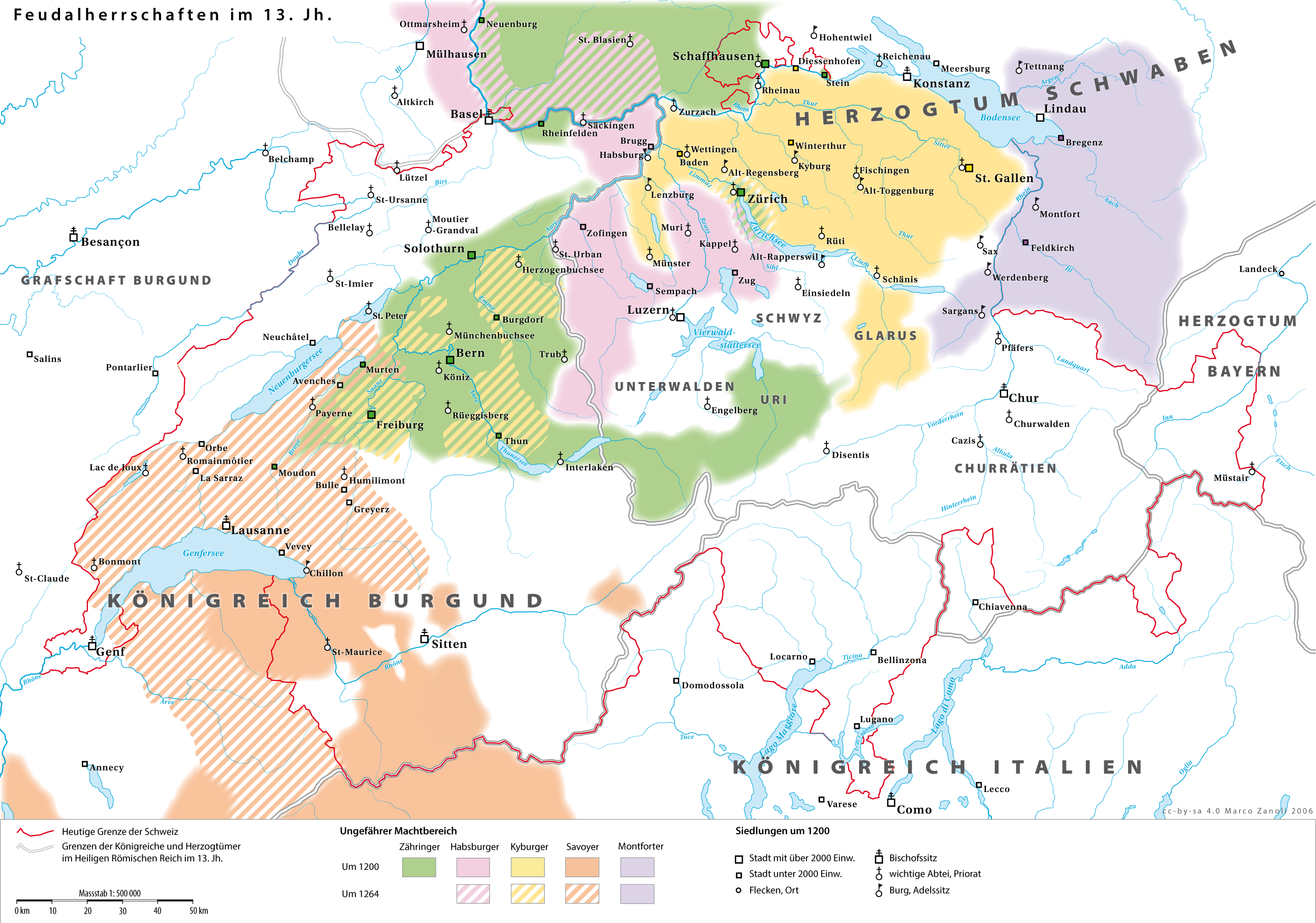
1200년경 주요 귀족가가 소유한 땅

10세기 동안, 아레 계곡은 부르군트 제2왕국의 지배를 완전히 받았다. 부르고뉴의 국왕 루돌프 1세와 그의 아들 루돌프 2세의 영향력은 현대 스위스 전역에 퍼졌다. 그들은 뷤플리츠, 뮌싱겐, 운터도르프, 빔미스, 키르흐베르크 및 우첸슈토르프에 왕실을 설립하여 아레 계곡을 통치할 수 있도록 했다. 나중에, 아레 계곡은 오토 왕조와 잘리어 왕조 동안 신성 로마 제국과 더 긴밀한 관계로 이동했다.
1032년 루돌프 3세가 사망한 후의 왕위 계승 분쟁으로 잘리아 왕들은 상부 부르고뉴 왕국과 아레 계곡을 획득할 수 있었다. 신성 로마 제국의 일부인 이 계곡은 1056년 서약 논쟁이 발발했을 때 개입되었다. 1077년 부르고뉴의 섭정인 라인펠덴의 백작 루돌프는 하인리히 4세에 대항하여 스스로를 반왕으로 선언했다. 바젤과 로잔의 주교들은 하인리히 4세에게 충성을 유지했고, 오버아가우와 아레 계곡 상부의 라인펠덴 땅을 차지했다. 1090년에 루돌프가 사망한 후 그의 땅은 그의 아들인 체링겐의 베르히톨트 2세에게 넘어갔다.
그와 그의 아들 베르히톨트 3세는 이 땅을 사용하여 권력을 확장하려고 했다. 1127년에 체링거는 부르고뉴에서 총독 또는 왕의 대리인으로 임명되었다. 새롭고 독립적인 부르고뉴에 대한 그들의 희망은 1156년에 무너졌고, 마지막 체링겐 백작인 베르톨트 5세는 도시 건설 계획에 착수했다. 부르크도르프, 무르텐, 툰 및 베른의 도시는 모두 베르톨트 5세에 의해 설립되었다. 그가 후계자 없이 사망했을 때, 체링겐의 땅은 키부르크 가문으로, 영주관과 영지는 제국으로 귀속되었다.
중세 성기 동안 아레 계곡과 베른고원은 각각 자신의 남작이 있는 여러 개의 작은 군으로 나뉘었다. 신성 로마 제국의 귀족들은 지역 귀족 가문과 결혼하기 시작했고, 다수의 체링겐 미니스테리알레 가문(봉건 군주를 섬기는 자유 기사)이 오버란트로 이주했다. 귀족들은 또한 그들의 권력을 오버란트에 퍼뜨리기 위해 수도원을 찾기 시작했다. 1070년에서 1150년 사이에 지역 귀족에 의해 적어도 10개의 큰 수도원이 세워졌다. 여기에는 다음이 포함된다. 뤼기스베르크의 클뤼니 수도원(1072년 륌리겐 영주), 뮌헨빌러 (1080년 빌러 가문), 성 베드로 섬(11세기 후반 호흐부르쿤트-메콩 백작), 헤티스빌 (1107년), 로텐바흐 임 에멘탈 (륌리겐 또는 지그나우 영주), 에르라흐의 성 요한젠 (1100년 페니스 가문), 트룹(1130년 이전 뤼첼플루 영주) 및 뤼그사우(12세기 전반기에 뤼첼플루 영주일 수도 있음)에 있는 베네딕토 수도원, 인터라켄의 아우구스티노 콜레기아테 교회 1130) 및 시토회 프린니슈베르크 수도원 (1130년경 사우게른 백작). 그러나 1191년 오버란트 남작이 체링겐의 베르히톨트 5세에 대항하여 반란을 일으켰고 많은 오버란트 남작이 그린델발트 전투에서 사망했다.
13세기 동안 베른 근처의 여러 도시에 시권이 부여되었고 시장과 시의회가 임명되었다. 베른은 제국의 도시가 되었다. 13세기 중반에 아레 계곡에서 제국의 존재가 약해지면서 지역 귀족들은 자신들을 보호할 동맹을 찾아야 했다. 베른은 13세기에 이웃 국가들과 여러 조약을 맺었다. 1274년, 합스부르크의 황제 루돌프 1세는 베른이 제국 직속령임을 확인했다. 그러나 1285년에 그는 제국 세금을 부과했고, 시가 루돌프의 적들을 지원하도록 몰고 갔다. 1288년 황제의 두 차례 공성전을 견뎌냈지만, 1289년 쇼스할데에서 패배한 후 세금과 과태료를 내야 했다.
1298년 베르네 군대는 쾨니츠의 오버반겐에서 사보이 백작과 합스부르크 오스트리아 귀족을 상대로 승리를 거두었다. 1300년에 이 도시는 볼리겐, 페히겐, 슈테틀렌 및 무리의 주변 4개 교구를 인수하고 브렘가르텐과 벨프의 위협적인 성을 파괴하고 몬테나흐의 남작에게 베른 시민권을 부여했다. 1322년 뮐도르프(바이에른) 전투에서 합스부르크 가문의 프리드리히에게 바이에른의 루트비히 4세가 승리한 후, 베른은 1323년에 반합스부르크 스위스 산림주와 동맹을 맺었다.

### 구스위스 연방
베른은 1353년 구스위스 연방에 가입했다.

### 14세기
1310년에 황제 하인리히 7세는 라우펜성, 라우펜 및 주변 토지를 담보로 대출할 것을 약속했다. 1324년 베른은 약속된 성과 땅을 획득했다. 황제가 대출금을 상환할 수 없게 되자, 라우펜은 베른의 첫 번째 영지가 되었다.

## 지리

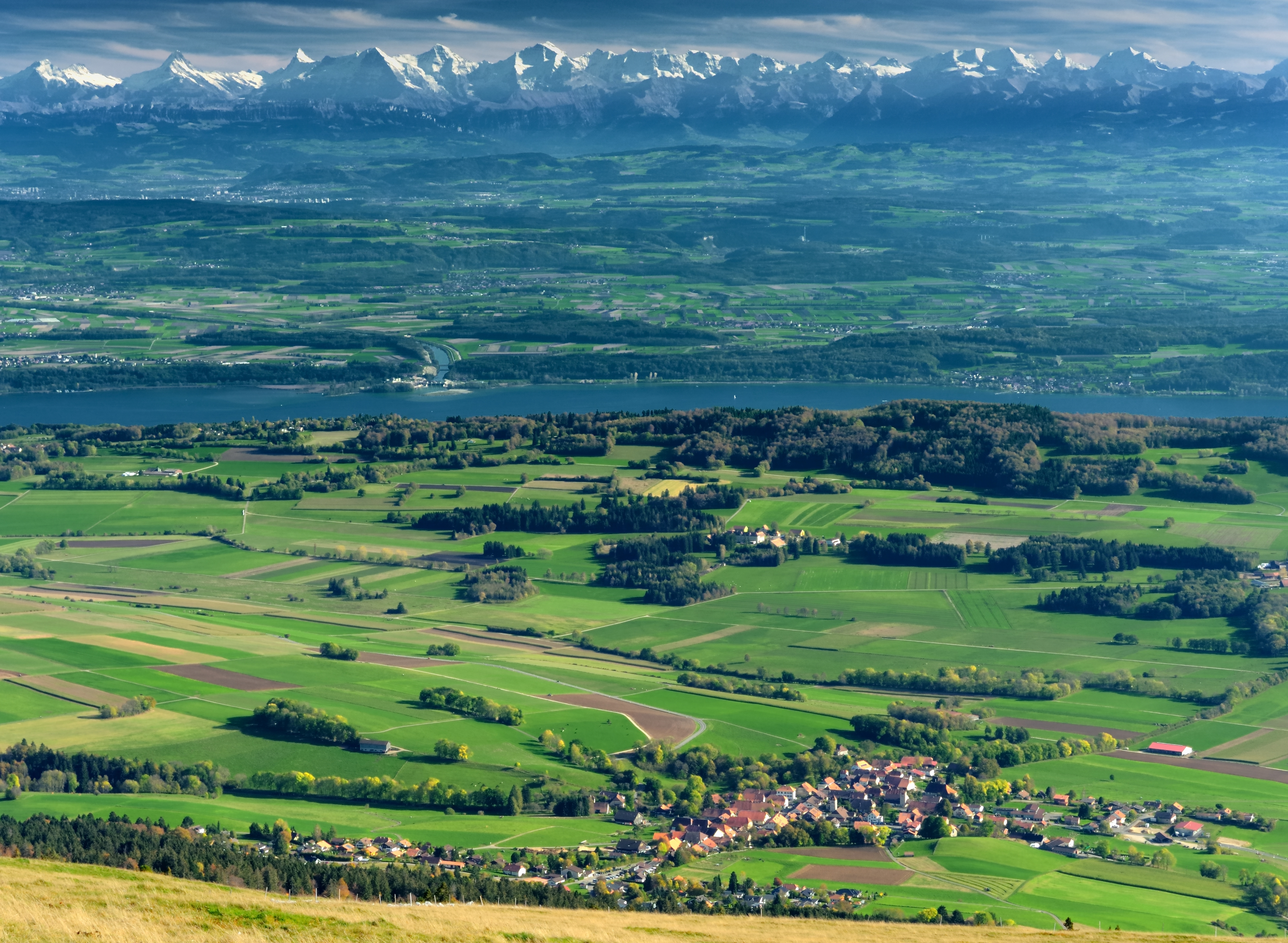
샤쓰할에서 미텔란트를 가로질러 베른 알프스 풍경

베른주는 주로 아레강과 그 지류에 의해 배수된다. 베른주 지역은 일반적으로 6개 지역으로 나뉜다. 인구가 가장 많은 지역은 수도인 베른이 있는 알프스 북쪽 고원에 있는 베른 미텔란트이다. 주의 최북단 부분은 쥐라주와 경계를 이루는 베른 쥐라이다. 베른고원은 주의 남쪽에 있는 산악 지역이다.
주의 면적은 5,959k㎡이다. 이 지역 중 6.9%가 주택, 사업체 또는 도로로 점유되어 있다. 주의 42.6%가 농경지이고, 31.3%가 산림이다. 빙하, 절벽, 호수를 포함한 19.2% 미만은 비생산적인 것으로 간주된다.

### 베른 미텔란트
베른 미텔란트는 아레강의 계곡, (Grosse) 에메강, 베른 알프스의 일부 산기슭과 수도 베른주변의 평야로 구성되어 있으며 많은 소규모 농장과 구릉지가 있다. 전체에 걸쳐 흩어져 있는 중소 규모의 마을이 있는 산림 지역. 그것은 아마도 에멘탈에 대한 외국인과 방문객들에게 가장 잘 알려져 있을 것이다. 구멍이 있는 고전적인 스위스 치즈 에멘탈러(에멘탈 치즈)는 1,000~2,000m 범위의 구릉 및 낮은 산악 전원 지역의 숲과 목초지에서 나온다.

### 3개 호수 지역과 베른 쥐라

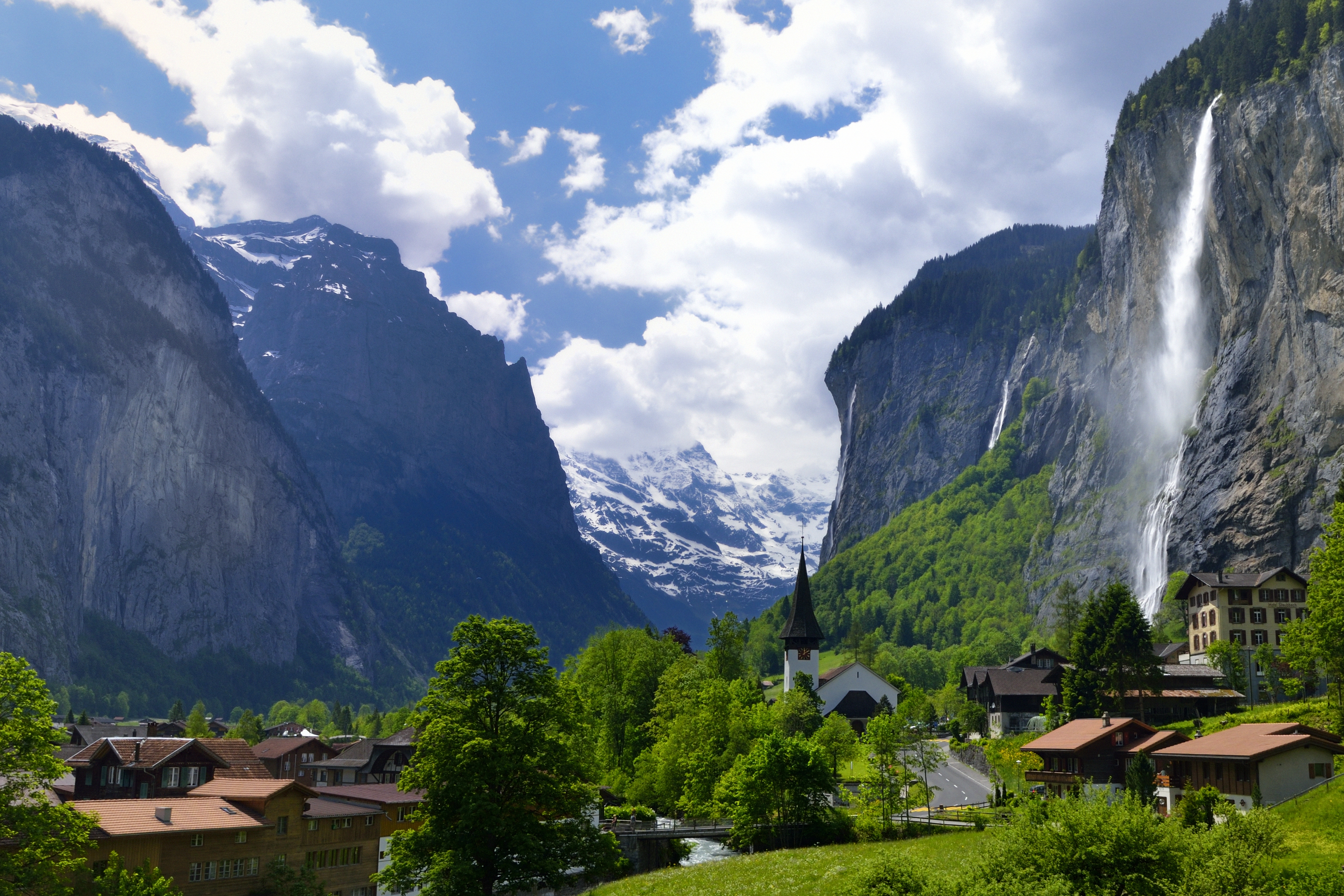
슈타우바흐 폭포

주의 북쪽에는 주로 프랑스어를 사용하는 세 개의 호수 지역(제란트)이 있으며, 평원에서 쥐라산맥의 최북단 스위스 산맥까지 솟아 있는 빌호, 뇌샤텔호, 무르텐호 주변에 집중되어 있다. 샤쓰할에서 정점을 이루는 이 지역은 더 낮은 산과 일부 폭포, 큰 호수가 있지만, 더 여유로운 지리를 가지고 있다.

### 베른고원
베르너 오버란트는 베른주 내에서 베른 알프스의 북쪽과 우리 알프스의 서쪽을 구성한다. 베른 알프스에서 가장 높은 산은 해발 4,274m의 핀스터아어호른이지만 가장 잘 알려진 산은 아이거, 묀히, 융프라우이다.
오버란트 동부의 잘 알려진 하이킹 및 스키 리조트는 라우터브루넨 계곡의 차 없는 뮈렌과 벵엔, 그린델발트와 같이 인터라켄과 융프라우 주변에 있다. 더 동쪽의 하슬리탈에는 아레슐트와 마이링엔 타운이 있으며, 인근 라이헨바흐 폭포에서 모리아티 교수의 손에 의해 셜록 홈즈의 '죽음'이라는 운명적인 장면으로 유명하다. 서부 베른고원(서 베르너 오버란트)에는 방문객을 위한 많은 다른 리조트와 작은 마을이 있다. 이들은 툰의 호수 마을에서 접근할 수 있다. 그리고 그들 중 가장 주목할만한 것은 외시넨 호수와 아델보덴이 있는 칸더슈테크이다. 서쪽으로 더 가면 렌크와 츠바이지멘이 있는 지멘탈과 유명한 리조트 크슈타트와 자넨이 있는 자넨란트가 있다.
전체 지역은 가파른 절벽, 많은 빙하, 셀 수 없이 많은 폭포가 있는 매우 산이 많다. 아름다운 경치와 이 지역 곳곳에 있는 작은 스위스 마을의 매력으로 유명하다. 그 결과 관광업은 베른고원의 주요 수입원 중 하나이다. 이 지역은 또한 융프라우요흐에 유럽에서 가장 높은 기차역과 그린델발트에서 멘리헨까지 가는 세계에서 가장 긴 곤돌라 케이블카가 있는 광범위한 기차 네트워크와 많은 케이블카 및 케이블카를 보유하고 있다.

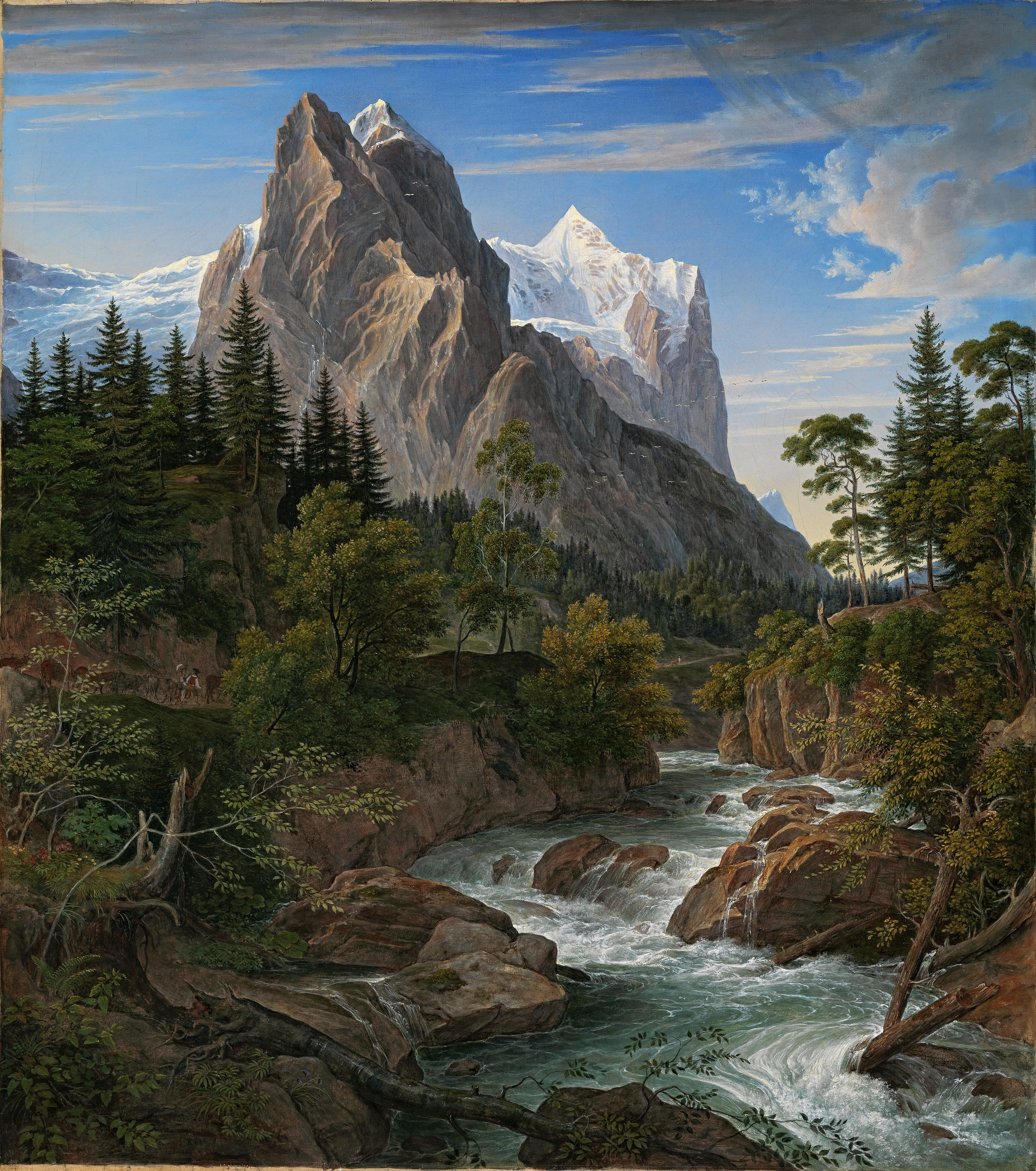
베터호른, 조제프 안톤 코흐, 1824

베른고원의 산은 다음과 같다.
- 핀스터아어호른 – 4,274m
- 융프라우 - 4,158m
- 묀히 - 4,107m
- 슈렉호른 – 4,078m
- 아이거 – 3,969m
- 베터호른 – 3,698m
- 블륌리스알프 - 3,664m
- 수스텐호른 – 3,503m
- 빌트호른 – 3,248m
- 쉴트호른 - 2,971m

## 인구 통계
베른주는 이중 언어를 사용한다. (2014년 기준) 독일어(인구의 85.1%)와 프랑스어(10.4%)를 모두 사용한다. 독일어를 사용하는 대다수는 스위스 독일어 방언인 베른 독일어를 사용한다. 프랑스어를 사용하는 사람들은 베르너 쥐라주의 서부와 북부에 거주한다. 독일어와 프랑스어는 모두 빌/비엔의 이중 언어 지역에서 사용된다. 주정부와 행정부에서 두 언어는 동등한 지위의 공식 언어이다.
베른의 인구(2020년 12월 기준)는 1,043,132명이다. 2014년 기준으로 인구의 15.0%가 거주하는 외국인이다. 지난 4년(2010~2014년) 동안 인구는 3.0%의 비율로 변화했다. 대부분의 인구(2000년 기준)는 독일어(804,190명 또는 84.0%)를 모국어로 사용하고, 프랑스어는 두 번째로 많이 사용(72,646명 또는 7.6%)하고 이탈리아어는 세 번째(18,908명 또는 2.0%)를 사용한다. 로만슈어를 말하는 사람은 688명이다. 2014년 인구조사의 새로운 방법론 기반, 독일어 원어민의 비율은 85.1%로 증가했으며, 프랑스어 사용자는 10.4%로 증가했으며, 이탈리아어 사용자는 3.1%로 증가했다. 로만슈어를 하는 주민들의 수는 너무 적어서 정확히 추정하기에는 무리가 있었지만 0.1% 정도였다. 인구조사에서는 또한 인구의 2.9%가 영어를 모국어로 사용한다고 보고했다. 응답자는 최대 3개의 모국어를 선택할 수 있어 합계가 100% 이상이다.
2008년 기준으로 인구는 남성 47.5%, 여성 52.5%이다.  인구는 44,032명의 스위스 남성(인구의 35.4%)과 15,092명(12.1%)의 비스위스계 남성으로 구성되었다. 스위스 여성은 51,531명(41.4%), 비스위스계 여성은 13,726명(11.0%)이었다. 주 인구 중 292,559명(약 30.6%)이 베른에서 태어나 2000년에 그곳에 거주했다. 같은 주에서 태어난 339,659명(35.5%)이 있었고, 스위스 타지에서 태어난 154,709명(16.2%)이 있었다. 129,864명(13.6%)이 스위스 이외의 지역에서 태어났다.
2014년 기준으로 아동·청소년(0~19세)이 19.1%, 성인(20~64세)이 60.9%, 노인(64세 이상)이 19.9%를 차지한다. 2000년 인구조사에서는 각각 22%, 60.9%, 17.1%를 기록했다.
2000년 현재 미혼이거나 독신인 사람은 397,095명이다. 기혼자는 449,014명, 미망인은 61,206명, 이혼한 사람은 49,882명이다.
2014년 기준으로, 주에는 454,000개의 개인 가구가 있으며 가구당 평균 2.2명이다. 2013 년 기준 신규주택 건설률은 인구 1000명당 4.4세대였다.
2003년 현재 베른시의 평균 아파트 임대료는 월 1108.92 스위스 프랑 (CHF)이었다(2003년부터 US$890, £500, €710 약 환율). 원룸 아파트의 평균 가격은 619.82 CHF(US$500, £280, €400)였고, 투룸 아파트는 약 879.36 CHF(US$700, £400, €560), 1040.54 CHF(US$830, £470, €670) 및 6개 이상의 방 아파트 비용은 평균 2094.80 CHF(US$1680, £940, €1340)이다. 베른의 평균 아파트 가격은 전국 평균 1116CHF의 99.4%였다.  2010년 주내 공실률은 1.19%였다.

### 인구 변화
인구 변화는 다음 차트와 같다:

## 행정구역
베른주는 다음 10개 행정구(Verwaltungskreis)로 나누어져 있다.
| 행정구역 (구)               | 인구 (2015년 12월) | 면적 (km2) | 중심지                  | 기초자치체 수 |
| --------------------------- | ------------------ | ---------- | ----------------------- | ------------- |
| 베른-미텔란트               | 406,328            | 946.30     | 오스터문디겐(독일어)    | 84            |
| 베른 쥬라(독일어)           | 53,543             | 541.75     | 쿠르텔라리(독일어)      | 40            |
| 빌/비엔(독일어)             | 98,923             | 97.63      | 빌/비엔                 | 19            |
| 에멘탈(독일어)              | 96,207             | 691        | 랑나우임에멘탈(독일어)  | 40            |
| 프루티겐-니더지멘탈(독일어) | 39,685             | 773.93     | 프루티겐(독일어)        | 13            |
| 인터라켄-오버하슬리         | 47,368             | 1228.93    | 인터라켄                | 28            |
| 오버아르가우(독일어)        | 79,928             | 330.86     | 방겐 안 데 아레(독일어) | 46            |
| 오버지멘탈-자넨(독일어)     | 16,686             | 574.88     | 자넨                    | 7             |
| 제란트(독일어)              | 72,076             | 334.14     | 아르베르크(독일어)      | 42            |
| 툰구                        | 106,739            | 321.90     | 툰                      | 32            |
| 합계 (10)                   | 1,017,483          | 5874.06    | 베른                    | 351           |

주요 기초자치단체(도시)로는 다음과 같은 것들이 있다.
- 아델보덴
- 인터라켄
- 빌더스빌
- 운터젠
- 그린델발트
- 쾨니츠
- 코놀핑엔
- 즐렌롯
- 달리겐
- 툰
- 빌/비엔
- 브리엔츠
- 베른 -주도
- 무티 *
- 라이시겐
- 라우터브루넨
- 라우펜

무티에는 2021년 3월 28일, 주민 투표로 베른주에서 탈퇴하고 쥐라주에 가입을 결정했다. 시정부는 2026년 1월 1일까지의 이관을 목표로 하고 있다.

## 경제

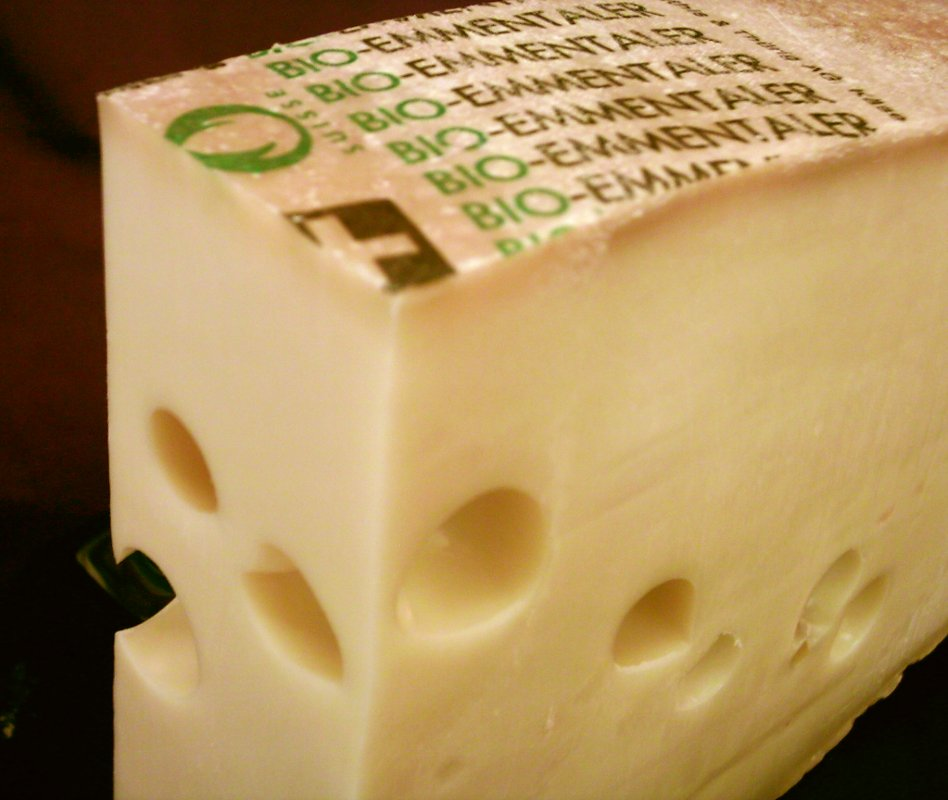
에멘탈 치즈

관광은 베른고원의 주요 수입원이다. 다른 중요한 부문은 농업(특히 가축 사육), 치즈 제조, 수력 발전이다. 베른 에멘탈 치즈는 전 세계적으로 알려져 있다. 베른 중부에서는 토지가 더 비옥하다. 농업은 매우 중요하지만, 이 지역은 또한 가장 산업화되어있다. 중소기업은 베른주의 이 지역에서 중요한 고용주이다. 뮬레베르크에 원자력 발전소가 있다.
비엘 호수 주변 지역은 와인 생산지로 유명하다. 프랑스어를 사용하는 베른 쥐라의 3개 지역과 빌/비엔의 이중 언어 지역은 시계 산업과 기계 산업(고정밀 공작 기계, 자동화 및 가공)으로 유명하다.
2015년 기준, 베른의 실업률은 2.58%로 스위스 전국 평균인 3.3%와 비교된다. 2013년 기준으로 1차 경제 부문에 34,200명의 사람들이 고용되었고, 이 부문에 관련된 약 11,563개의 기업이 있다. 약 132,800명의 사람들이 2차 부문에 고용되었고, 이 부문에 11,925개의 기업이 있었다. 약 453,800명이 3차 부문에 고용되었으며 이 부문에는 55,347개의 기업이 있다. 근로 인구의 31.0%는 대중교통을 이용하여 출퇴근하고 51.0%는 자가용을 이용하였다.

## 교육
베른에서는 인구의 약 385,640명(40.3%)이 비필수 중등 교육을 이수했으며, 121,749명(12.7%)이 추가 고등 교육(대학 또는 응용학문대학)을 마쳤다. 고등 교육을 마친 121,749명 중 65.0%가 스위스 남성, 24.8%가 스위스 여성, 6.2%가 비스위스계 남성, 4.0%가 비스위스계 여성이었다.